# Voghera
Voghera é uma comuna italiana da região da Lombardia, província de Pavia, com cerca de 38.009 habitantes. Estende-se por uma área de 63 km², tendo uma densidade populacional de 603 hab/km². Faz fronteira com Casei Gerola, Cervesina, Codevilla, Corana, Lungavilla, Montebello della Battaglia, Pancarana, Pizzale, Pontecurone (AL), Retorbido, Rivanazzano, Silvano Pietra.

## Demografia
| Variação demográfica do município entre 1861 e 2011                               |
|                                                                                   |
| Fonte: Istituto Nazionale di Statistica (ISTAT) - Elaboração gráfica da Wikipedia |